# Karl Koss (Sänger)
Karl Koß (* 4. November 1865 in Marburg/Drau, heute Maribor; † 5. November 1944 in Graz) war ein österreichischer Operettensänger und Regisseur.

## Leben
Karl Koß war der Sohn eines Fabriksarbeiters. Er besuchte in Marburg/Drau die Volksschule und wurde Schlosserlehrling. Durch Vermittlung eines Bekannten konnte er dem damaligen Direktor der Grazer Bühnen, Heinrich Gottinger, vorsingen, wurde 1893 ohne Bühnen- und Gesangsunterricht engagiert und mit der Rolle des Gefangenen im Fidelio betraut. Nach zwei Jahren Gesangsunterricht sang er 1895 die ersten größeren Partien in Opern und Operetten. 1897 trat er mit Gemma Bellincioni auf und sang ab 1898 den David, eine seiner Glanzpartien. Er wechselte dann zu seinem eigentlichen Fach, den Buffo-Partien. 1898 ging Koß auf zwei Jahre nach Freiburg im Breisgau, ab 1900 wieder in Graz, sang er die verschiedensten Partien. Er wirkte unter anderem an der Premiere der Richard Strauss Oper Salome (1906), Leo Blechs Alpenkönig und Menschenfeind (1904) und der österreichischen Erstaufführung von Wilhelm Kienzls Don Quixote (1905) mit. 1905 hatte er einige Gastspiele in Freiburg, Köln, Berlin Berlin, Hofoper Dresden, Hoftheater München und 1908 in Karlsruhe. Im selben Jahr wurde er in Graz Regisseur, 1910 Opernregisseur. 1914 zog er sich in Ausübung seines Berufes einen Knöchelbruch zu, er nahm die Bühnentätigkeit nach einigen Wochen wieder auf und konnte 1928 sein 35. Bühnenjubiläum feiern. Im selben Jahre erlitt er einen Schlaganfall, wirkte aber später wieder bei verschiedenen Aufführungen aushilfsweise mit, um schließlich 1931 seine Tätigkeit einzustellen. Koß war in Graz unter acht Direktoren engagiert, er sang insgesamt 379 Rollen, trat in 313 Stücken auf und gab ca. 5000 Vorstellungen.